# 梅崎延太郎
梅崎 延太郎（うめざき のぶたろう、1880年（明治13年）7月13日 - 1964年（昭和39年）4月24日）は、大日本帝国陸軍軍人。陸軍士官学校12期、陸軍大学校22期。最終階級は陸軍中将（1931年8月1日）。栄典は従三位勲一等。

## 年譜
1880年（明治13年）7月13日、士族梅崎信量の長男として生まれる。1916年（大正5年）家督を相続する。
1901年（明治34年）陸軍士官学校を卒業し、陸軍少尉に任官する。
それからドイツ、スウェーデンなどに留学し、スウェーデン公使館、デンマーク公使館附武官を勤め、1920年（大正9年）9月27日、騎兵第18連隊長、1928年（昭和3年）3月8日陸軍騎兵学校長、1929年（昭和4年）8月1日騎兵第1旅団長、1930年（昭和5年）12月22日、軍馬補充本部長などを歴任する。
1931年（昭和6年）8月1日、陸軍中将に任ぜられ、1932年（昭和7年）8月8日に第20師団長に補される。1935年（昭和10年）3月30日予備役に編入。
退職後1941年時点で南鮮合同電気株式会社、北鮮合同電気株式会社の取締役を務めている。
1947年（昭和22年）11月28日、公職追放仮指定を受けた。

## 栄典
- 1901年（明治34年）10月10日 - 正八位[5]

## 著書
- 『奈翁戦史講授録』陸軍大学校将校集会所、1926年（講義録）[6]
- 『奈翁戦史略』（上下巻）偕行社、1943年[7]